# Gurtetjärnen
Gurtetjärnen är en sjö i Arvidsjaurs kommun i Lappland och ingår i Åbyälvens huvudavrinningsområde. Sjön har en area på 0,0495 kvadratkilometer och ligger 434,3 meter över havet.
Namnet är samiskt och kan på svenska översättas med Smålomstjärn.

## Delavrinningsområde
Gurtetjärnen ingår i det delavrinningsområde (728515-169006) som SMHI kallar för Inloppet i Laukersjön. Medelhöjden är 420 meter över havet och ytan är 5,83 kvadratkilometer. Det finns inga avrinningsområden uppströms utan avrinningsområdet är högsta punkten. Laukersjöbäcken som avvattnar avrinningsområdet har biflödesordning 2, vilket innebär att vattnet flödar genom totalt 2 vattendrag innan det når havet efter 143 kilometer. Avrinningsområdet består mestadels av skog (95 procent). Avrinningsområdet har 0,27 kvadratkilometer vattenytor vilket ger det en sjöprocent på 4,7 procent.